# 生井澤寛
生井澤 寛（なまいざわ ひろし、1941年 - 2016年1月8日）は、日本の物理学者。学位は、理学博士（学位論文「質量殻上におけるカレント代数 : 三点函数とその応用」）。放送大学客員教授。

## 略歴
- 1941年：千葉市に生まれ佐原市(現：香取市)で育つ
- 1964年：東京大学理学部物理学科卒業
- 1969年：東京大学大学院数物系研究科理学専攻課程修了、理学博士論文の題は「質量殻上におけるカレント代数 : 三点函数とその応用」[3]。
- 成蹊大学、東京大学、帝京平成大学を経て、放送大学教授
- 2011年3月：放送大学教授 退職[4]
- 2016年1月：逝去

## 著書
- 『プランクの生涯(1977年)』東京図書 1977
- 『キーポイント連続体力学』岩波書店. 1995 ISBN 978-4000079594
- 『物理の世界』放送大学 2011 ISBN 978-4595312861
- 『複雑システム科学』放送大学 2007 ISBN 978-4595135057
- 『力と運動の物理』放送大学 2009 ISBN 978-4595309380
- 『量子物理』放送大学 2009 ISBN 978-4595309397
- 『現代物理』放送大学 2008 ISBN 978-4595308642
- 『初歩からの物理学－物理へようこそ』放送大学 2012 ISBN 978-4595313813
- 『キーポイント電磁気学』岩波書店 2015 ISBN 978-4000079570